# Saison 1994-1995 du Racing Club de Lens
Chronologie
Saison précédente Saison suivante
La saison 1994-1995 du Racing Club de Lens, quatrième consécutive du club en première division, a vu l'équipe terminer cinquième du Championnat de France et se qualifier ainsi pour la Coupe UEFA 1995-1996.
En plus d'une cinquième place en championnat, le RC Lens est seizième de finaliste de la Coupe de France et huitième de finaliste de la Coupe de la Ligue. Lens remporte également la Coupe de la Ligue.

## Avant-saison

### Transferts
Les recrues faisant l'objet de transferts sont les arrivées de Mickaël Debève du Toulouse FC, de Marc-Vivien Foé du Canon Yaoundé et Joël Tiéhi du Havre Athletic Club,. Ce dernier indique que la présence à Lens de son compatriote et ami Roger Boli a favorisé son arrivée. Les joueurs partants sont Jean-François Péron, Didier Dubois, Robbie Slater et François Omam-Biyik.

### Préparation d'avant-saison et objectifs
Gervais Martel, le président du RC Lens, déclare en avant-saison que le club « souhaite retrouver » une coupe d'Europe.

### Coupe de la Ligue
La fin de saison 1993-1994 et le début de celle de 1994-1995 est marquée par la participation du RC Lens à la Coupe de la Ligue estivale, prélude à la création de la Coupe de la Ligue durant la saison. En fin de saison 1993-1994, l'effectif professionnel bat au premier tour Dunkerque. Ce sont ensuite des jeunes joueurs du club, menés par Pierre Deblock, qui éliminent Valenciennes puis Beauvais aux tirs au but. En phase finale, le RC Lens se qualifie contre l'Olympique lyonnais en quart de finale puis contre l'UNFP, une équipe formée de joueurs professionnels au chômage, en demi-finale. La finale oppose au stade Bollaert Lens à Montpellier, ce qui est une revanche de la demi-finale perdue pour Lens en Coupe de France 1993-1994. Le RC Lens gagne ce match par trois buts à deux. Au cours du match, Fabrice Divert tire sur la transversale en première mi-temps. De son côté, le gardien lensois Guillaume Warmuz arrête deux penaltys,.

## Compétitions

### Championnat
La saison de championnat de division 1 1994-1995 a lieu du 28 juillet 1994 au 31 mai 1995. C'est la 57e édition du championnat de France de football et elle oppose 20 clubs au cours de 38 rencontres. C'est la 42e participation du Racing Club de Lens à cette compétition.

#### Déroulement de la saison
Le championnat commence pour le Racing Club de Lens par un derby à domicile contre le Lille OSC qui se solde par un match nul un but partout. S'ensuivent une défaite à Paris puis deux victoires consécutives contre Rennes à domicile puis à Montpellier qui permettent aux Lensois de se positionner en cinquième place du classement. Sous l'impulsion de Joël Tiéhi, auteur de six buts pour ses neuf premiers matchs, le club est au soir de la neuvième journée à la troisième place. Deux journées plus tard, après une défaite à domicile contre Cannes et un nul à Sochaux, Lens descend à la neuvième place. Le club remonte ensuite au classement jusqu'à atteindre la troisième place au début du mois de novembre après la seizième journée,. À la fin de la phase aller, marquée par trois matchs sans victoire consécutifs, le RC Lens est huitième du classement, à quatre points du podium,.
La deuxième partie de saison est meilleure pour le club lensois. Les résultats permettent au club d'atteindre la quatrième place au terme de la vingt-sixième journée et une victoire contre Bordeaux,. La trente-et-unième journée voit Lens recevoir Nantes, futur champion, devant plus de 42 000 spectateurs, soit la plus grosse affluence de la saison,. Ce match voit Nantes ouvrir le score en première mi-temps. Le dernier quart d'heure est marqué par plusieurs incidents. Après une expulsion de part et d'autre, un but nantais dans les arrêts de jeu est refusé pour une faute initiale de Christian Karembeu, qui est expulsé. Un coup franc est donné à Lens et est converti en but par Éric Sikora. Le match se termine sur ce score de un but partout et l'expulsion de Reynald Pedros, la troisième pour Nantes. Cette journée ne change pas le classement des deux équipes. La quatrième place lensoise est conservée jusqu'à la trente-sixième journée et une défaite à Auxerre, qui permet aux Bourguignons de dépasser les Lensois à la différence de buts. La journée suivante voit Lens battre le SM Caen et valider une qualification européenne. Le classement lensois ne change plus ensuite.

#### Classement final et statistiques
Le Racing Club de Lens termine le championnat à la cinquième place avec 15 victoires, 14 matchs nuls et 9 défaites, ce qui permet au club de se qualifier pour la Coupe UEFA 1995-1996. Lens présente la dixième attaque avec 48 buts et la septième meilleure défense avec 44 buts encaissés. Le Racing Club de Lens, douzième équipe à domicile avec 35 points, occupe la quatrième place pour le classement à l'extérieur, cette fois avec 24 points.

### Coupe de France
Le RC Lens entre en lice en Coupe de France, comme tous les clubs professionnels de première division, au niveau des trente-deuxièmes de finale. Les Lensois se déplacent le 14 janvier 1995 au stade Bernard-Bardin d'Istres affronter l'Entente sportive de Vitrolles, pensionnaire de National 3. Les Lensois s'imposent un but à zéro grâce à Joël Tiéhi.
Au tour suivant, le tirage au sort amène Lens à se déplacer à nouveau, cette fois sur le terrain de l'AJ Auxerre. Les deux équipes n'arrivent pas à se départager dans le temps règlementaire et la prolongation. Aux tirs au but, l'AJ Auxerre s'impose par 4 à 3.

### Coupe de la Ligue
La Coupe de la Ligue 1994-1995, première du nom, démarre pour le Racing Club de Lens en seizièmes de finale, comme les autres clubs de division 1, les équipes d'un niveau inférieur passant par un tour préliminaire.
Le tirage au sort des seizièmes de finale amène Lens à se déplacer à Niort pour rencontrer les Chamois niortais. Menés deux buts à zéro à l'heure de jeu, les Lensois s'imposent trois buts à deux grâce à Frédéric Déhu et un doublé de Joël Tiéhi dans le dernier quart d'heure.
Au tour suivant, Lens se déplace à nouveau, cette fois pour affronter le Toulouse FC. Après un score de deux buts partout à la fin de la prolongation, Toulouse se qualifie deux tirs au but à un. Ce match est émaillé pour Lens des expulsions de Joël Tiéhi, pour deux cartons jaunes, Cyrille Magnier et Wilson Oruma sur rouge direct.

## Joueurs et encadrement technique

### Effectif professionnel
Le tableau ci-dessous reprend l'effectif lensois pour la saison 1994-1995

### Statistiques individuelles
Quatre joueurs lensois disputent les 38 matchs de championnat, il s'agit du gardien Guillaume Warmuz, du défenseur Jean-Guy Wallemme, du milieu Mickaël Debève et de l'attaquant Roger Boli. Plusieurs autres joueurs dépassent les 30 rencontres disputées. Ainsi, Frédéric Meyrieu en dispute 35, Cyrille Magnier et Joël Tiéhi 34, Éric Sikora et Jimmy Adjovi-Boco 32.
Le meilleur buteur en championnat est Joël Tiéhi. Sixième au classement des buteurs, il inscrit 14 réalisations.

### Distinction
En fin de saison, Jean-Guy Wallemme est désigné par le magazine France Football Étoile d'or, un trophée qui est obtenu par le joueur ayant eu la meilleure moyenne de notes attribuées par l'hebdomadaire à l'occasion de chaque match de championnat. Ce trophée lui est remis la saison suivante, le 1er octobre, à l'issue d'un match de championnat disputé à Lens contre le Paris Saint-Germain.

## Sponsors et éléments économiques
En début de saison, Gervais Martel affirme que le club ne dépensera pas sur la saison plus de 70 millions de francs. Le budget s'élève à 89 millions, dont 23 amenés par des sponsors régionaux. Le club dépasse les 7 000 abonnés revendiqués la saison précédente et approche la barre des 10 000. La victoire dans la Coupe de la Ligue apporte 2 millions de francs.

## Affluences
Affluence du Racing Club de Lens à domicile, lors de la saison 1994-1995

## Équipe réserve
Pour la saison 1994-1995, l'équipe réserve du RC Lens évolue dans le groupe A du championnat de France de National 2, la quatrième division de football en France. Lens B termine cette saison à la quatrième place.